# DM i gravel 2024
Danmarksmesterskaberne i gravel 2024 var den 2. officielle udgave af DM i gravel. Mesterskabet fandt sted 22. september 2024 i Stråsø Plantage mellem Ulfborg og Holstebro. Holstebro Cykle Club af 1960 var arrangør i samarbejde med Danmarks Cykle Union. 

## Medaljeoversigt
| Event        | Guld                                                 | Sølv                                               | Bronze                                           |
| ------------ | ---------------------------------------------------- | -------------------------------------------------- | ------------------------------------------------ |
| Herrer       |                                                      |                                                    |                                                  |
| Herrer elite | Alexander Arnt Hansen (Airtox-Carl Ras)              | Ian Millennium (Cykling Odense)                    | Jonas Lindberg (Willing Able Racing)             |
| U23 Herrer   | Peter Asbjørn Hansen (Team IBT-Tripeak)              | Tobias Lundberg Dichmann (Adventure Cycling UNITY) | Paw Kragh (Racing Bjerringbro)                   |
| Herrejunior  | Lucca Bennetzen (Team Mascot Workwear)               | Noah Bøge (CeramicSpeed Herning CK Junior)         | Hector Damgaard (CeramicSpeed Herning CK Junior) |
| Damer        |                                                      |                                                    |                                                  |
| Damer elite  | Mie Nordlund Pedersen (Pas Racing Gravel Team)       | Julie Nielsen Maribo (Team Sydbank BACH Advokater) | Janni Spangsberg (Varde Cykelklub)               |
| U23 Damer    | Klara Sofie Skovgård Hansen (Pas Racing Gravel Team) | Flora-Anne Jørgensen (Breakaway Cycling Club)      | ingen                                            |
| Damer junior | Freja Dissing Andersen (Aalborg Mountainbikeklub)    | Smilla Zoffmann Glud (Aarhus MTB)                  | Katrine Frederiksen (Herning Cykle Klub)         |

## Resultater

### Damer
| Stråsø Plantage - Stråsø Plantage | kuperet etape | (125 km) |

| \| Samlede stilling \| Samlede stilling \| Samlede stilling \| Samlede stilling \| Samlede stilling \| \| Rytter \| Rytter \| Hold \| Tid \| \| \| ---------------- \| --------------------------- \| -------------------------------- \| ---------------- \| ---------------- \| \| 1. \| Mie Nordlund Pedersen \| Pas Racing Gravel Team \| 4t 10' 31" \| \| \| 2. \| Julie Nielsen Maribo \| Team Sydbank BACH Advokater \| + 0" \| \| \| 3. \| Janni Spangsberg \| Varde Cykelklub \| + 17" \| \| \| 4. \| Trine Andersen \| CeramicSpeed Herning CK Elite \| + 22" \| \| \| 5. \| Marie-Louise Hartz Krogager \| Team Sydbank BACH Advokater \| + 55" \| \| \| 6. \| Elisabeth Weber Højgaard \| Sig Cycling Club Women Elite \| + 2' 58" \| \| \| 7. \| Sidsel Møller Hvas \| Aalborg-Sparekassen Danmark Dame \| + 2' 58" \| \| \| 8. \| Anna Damgaard Eriksen \| Aalborg-Sparekassen Danmark Dame \| + 6' 50" \| \| \| 9. \| Louise Norman Hansen \| Aalborg-Sparekassen Danmark Dame \| + 6' 50" \| \| \| 10. \| Karoline Risager Schmidt \| Sig Cycling Club Women Elite \| + 16' 22" \| \| |                             |                                  |            |
| |                             |                                  |            |
| |                             |                                  |            |
| Samlede stilling |                             |                                  |            |
| Rytter | Rytter                      | Hold                             | Tid        |
| 1. | Mie Nordlund Pedersen       | Pas Racing Gravel Team           | 4t 10' 31" |
| 2. | Julie Nielsen Maribo        | Team Sydbank BACH Advokater      | + 0"       |
| 3. | Janni Spangsberg            | Varde Cykelklub                  | + 17"      |
| 4. | Trine Andersen              | CeramicSpeed Herning CK Elite    | + 22"      |
| 5. | Marie-Louise Hartz Krogager | Team Sydbank BACH Advokater      | + 55"      |
| 6. | Elisabeth Weber Højgaard    | Sig Cycling Club Women Elite     | + 2' 58"   |
| 7. | Sidsel Møller Hvas          | Aalborg-Sparekassen Danmark Dame | + 2' 58"   |
| 8. | Anna Damgaard Eriksen       | Aalborg-Sparekassen Danmark Dame | + 6' 50"   |
| 9. | Louise Norman Hansen        | Aalborg-Sparekassen Danmark Dame | + 6' 50"   |
| 10. | Karoline Risager Schmidt    | Sig Cycling Club Women Elite     | + 16' 22"  |

#### Hold
| DCU Elite Teams (4)- Adventure Cycling UNITY - CeramicSpeed Herning CK Elite - Aalborg-Sparekassen Danmark Dame - Sydbank BACH Advokater Amatørkvindehold (2)- Sig Cycling Club Women Elite - Pas Racing Gravel Team Regional- og klubhold (2)- Varde Cykelklub - Cykling Odense |
| |

### Herrer
| Stråsø Plantage - Stråsø Plantage | kuperet etape | (150 km) |

| \| Samlede stilling \| Samlede stilling \| Samlede stilling \| Samlede stilling \| Samlede stilling \| \| Rytter \| Rytter \| Hold \| Tid \| \| \| ---------------- \| -------------------------- \| ----------------------------- \| ---------------- \| ---------------- \| \| 1. \| Alexander Arnt Hansen \| Airtox-Carl Ras \| 4t 06' 41" \| \| \| 2. \| Ian Millennium \| Cykling Odense \| + 6" \| \| \| 3. \| Jonas Lindberg \| Willing Able Racing \| + 3' 12" \| \| \| 4. \| Magnus Bak Klaris \| Airtox-Carl Ras \| + 3' 12" \| \| \| 5. \| Gustav Frederik Dahl \| Airtox-Carl Ras \| + 3' 36" \| \| \| 6. \| Christian Gorm Albrechtsen \| CeramicSpeed Herning CK Elite \| + 4' 22" \| \| \| 7. \| Tobias Kongstad \| Pas Racing Gravel Team \| + 5' 33" \| \| \| 8. \| Karl-Erik Rosendahl \| Adventure Cycling UNITY \| + 5' 33" \| \| \| 9. \| Mathias Larsen \| Airtox-Carl Ras \| + 6' 28" \| \| \| 10. \| Mathias Rosenberg Pedersen \| Willing Able Racing \| + 6' 30" \| \| |                            |                               |            |
| |                            |                               |            |
| |                            |                               |            |
| Samlede stilling |                            |                               |            |
| Rytter | Rytter                     | Hold                          | Tid        |
| 1. | Alexander Arnt Hansen      | Airtox-Carl Ras               | 4t 06' 41" |
| 2. | Ian Millennium             | Cykling Odense                | + 6"       |
| 3. | Jonas Lindberg             | Willing Able Racing           | + 3' 12"   |
| 4. | Magnus Bak Klaris          | Airtox-Carl Ras               | + 3' 12"   |
| 5. | Gustav Frederik Dahl       | Airtox-Carl Ras               | + 3' 36"   |
| 6. | Christian Gorm Albrechtsen | CeramicSpeed Herning CK Elite | + 4' 22"   |
| 7. | Tobias Kongstad            | Pas Racing Gravel Team        | + 5' 33"   |
| 8. | Karl-Erik Rosendahl        | Adventure Cycling UNITY       | + 5' 33"   |
| 9. | Mathias Larsen             | Airtox-Carl Ras               | + 6' 28"   |
| 10. | Mathias Rosenberg Pedersen | Willing Able Racing           | + 6' 30"   |

#### Hold
| UCI Kontinentalhold (2)- ColoQuick - Airtox-Carl Ras DCU Elite Teams (4)- Adventure Cycling UNITY - Willing Able Racing - CeramicSpeed Herning CK Elite - CO:PLAY-Giant Store Amatørcykelhold- Pas Racing Gravel Team Regional- og klubhold (9)- Breakaway Cycling Club - Cykling Odense - Aalborg Mountainbikeklub - Aalborg Cykle-Ring - Vejle Cykel Klub - Ordrup Cycle Club - Aarhus MTB - Give Cykelklub - Velo Cycling Club |
| |